# Salgueiras (Gestoso)
Salgueiras es una localidad asturiana que se encuentra en el concejo de Villanueva de Oscos (Asturias), pertenece a la parroquia de San José de Gestoso (oficialmente, Xestoso en fala), se encuentra a 815 metros de altura. 

## Población
Tiene una población de 42 habitantes, si bien es cierto que como el resto de las localidades de los Oscos han sufrido un gran descenso de la población desde mediados de siglo XX, en 2007 con la adjudicación de las ocho viviendas sociales el números de habitantes se vio incrementado de manera importante. Su actividad económica se encuentra estrechamente ligada a la ganadería, aunque con el tiempo muchas de las ganaderías se han perdido ya que las nuevas generaciones se han dedicado al sector servicio, construcción, etc; también tiene importancia el sector forestal y turístico. A día de hoy se mantiene una tienda ultramarinos, tras el cierre de la tienda-bar Casa Bartolo.

## Límites
Salgueiras se encuentra cerca de otras poblaciones como son La Garganta, Pasarón, Regodeseves o Xestoso. Alrededor de la localidad encontramos el Carbayal, una masa forestal de robles protegida, por donde concurre la conocida ruta del Carbayal, por la cual el expresidente José Luis Rodríguez Zapatero realizó varios paseos durante su estancia en Santa Eufemia; también nos encontramos otras robledales como los Salgueirais, las praderas del Vilar y los montes del Ábrego.

## Religión
Aunque existe una capilla, los actos religiosos se celebran en un local que pertenece al pueblo y que está dividido en dos partes: la iglesia y la zona para reuniones, el cementerio que comparte junto con las localidades cercanas también es de propiedad privada, ya que fue construido por las gentes de la zona, de esta forma a pesar de la importancia religiosa en su población, la iglesia no tiene en su poder terrenos o edificios.

## Fiestas
La antigua escuela, hoy restaurada y utilizada como vivienda pública, se encuentra en frente a la plaza del pueblo, lugar en el que se celebra las Fiestas en Honor a San Pedro el primer sábado de julio, estas fiestas llevan celebrándose desde hace más de cuarenta años de manera interrumpida, y están formadas por dos días: el sábado con la verbena y el domingo donde se celebra la tradicional jira en la que se reúnen las personas del pueblo y de pueblos cercanos para comer juntos, todo ello es organizado por la Comisión de Fiestas, quién para financiarlas acuda a las ferias de San Miguel y Santa Ana, además de organizar los callos de La Garganta.

## Cultura
Al encontrarse en la zona occidental asturiana, muy cerca de Galicia, encontramos una mezclas de culturas asturianas y gallegas que conforman la tradición de esta localidad. De esta forma cabe destacar como aún a día de hoy se mantienen muchas tradiciones ya perdidas en las localidades de mayor tamaño, esto se debe principalmente a que hasta hace relativamente poco era una zona, la de Los Oscos, aislada y por tanto sus tradiciones no se han visto asoladas por las nuevas corrientes. Así pues podemos encontrar en Salgueiras hórreos, lavaderos, fuentes naturales, pequeños huertas, cocinas antiguas... Podemos ver durante el año diferentes tradiciones, en el invierno se celebra la tradicional matanza del cerdo; en verano la siega y siembra; o durante todo el año la polavila (ir a las casas de conocidos a jugar a las cartas, cantar, hablar, tocar instrumentos...).

## Gastronomía
Los platos más característicos son aquellos que se elaboran con los productos de la zona, así nos encontramos entre los platos locales más comunes el caldo o pote, os roxois (plato que se hace para aprovechar las partes más grasas del cerdo y con el que se agradece a la gente su ayuda durante la matanza), castañas asadas, "botelo" (embutido formado por costillas y cueros) con cocido y "cimos", boletus, níscalos o lengua de vaca (setas todas ellas), pan y empanadas caseras, torreznos, embutidos varios... Como podemos ver es una gastronomía basada en el cerdo y la huerta, sin apenas influencias marítimas por la escasez de estos productos en la zona.

## Arquitectura
Podemos ver varias casas que mantiene las características paredes de piedra vista (parte de ellas abandonadas y otras ya restauradas), la mayoría de edificaciones se encuentra con unas cubiertas de pizarra (muy abundante en la zona). Es muy común encontrar encontrar una casa de piedra antigua pegada a una nueva, y es que muchas de las familias construyeron una casa nueva al quedarse pequeña u obsoleta la antigua. Dentro las construcciones más antiguas nos encontramos un hórreo (el único que se mantiene en pie) y una casería con una piedra y una talla en la que pone "año 1819". En la parte del baja del pueblo nos encontramos una pequeña capilla de piedra y con un retablo tallado con varias figuras religiosas y un frontal de madera con barrotes que permiten ver el interior. A la entrada por la carretera que va a La Garganta vemos unas escaleras que suben una ladera y dan lugar a un pequeño lavadero que hoy en día se encuentra inutilizado.
- Datos: Q105426153